# Balázs Lajos (csillagász)
Balázs Lajos György (Losonc, 1941. február 22. –) magyar csillagász, fizikus, az ELKH Csillagászati és Földtudományi Kutatóközpont Konkoly Thege Miklós Csillagászati Intézet nyugalmazott igazgatója, az ELTE magántanára.
Balázs Béla öccse.

## Életpályája
1965-ben szerzett fizikus diplomát az Eötvös Loránd Tudományegyetem Természettudományi Karán. 1974-ben szerzett kandidátusi fokozatot a Magyar Tudományos Akadémián. 2005-ben lett az MTA doktora.

## Munkássága
Fő kutatási területe a statisztikai módszerek alkalmazása asztrofizikában.
A Cefeusz-buborék egyik felfedezője.
Kimutatta, hogy a gamma-kitörések rövid és hosszú csoportját fizikailag eltérő mechanizmus hozza létre.

## Díjai, elismerései
2011. augusztus 20-án a Magyar Érdemrend tisztikeresztjével tüntették ki.
A 114991 Balázs kisbolygó viseli a nevét.

## Főbb publikációi
angol nyelven társszerzőkkel
- Balázs, Lajos G.; Vargha, Magda; Zsoldos, Endre: „Rado Köveslighety's spectroscopic work”, Journ.Astr.Hist, Herit, 11, 124, 2008
- Horváth, I.; Balázs, L. G.; Bagoly, Z.; Veres, P.: "Classification of Swift's gamma-ray bursts”, A&A, 489, 1, 2008
- Horváth, I.; Balázs, L.G.; Bagoly, Z.; Ryde, F.; Mészáros, A.,: „A new definition of the intermediate group of gamma-ray bursts”, A&A, 447, 23, 2006
- Balázs, L. G.; Bagoly, Z.; Horváth, I.; Mészáros, A.; Mészáros, P: 'On the difference between the short and long gamma-ray bursts', A&A, 401, 129, 2003
- Epchtein, N.; Deul, E.; Derriere, S.; Borsenberger, J.; Egret, D.; Simon, G.; Alard, C.; Balázs, L. G.; de Batz, B.; Cioni, M.-R.; and 21 coauthors: "A preliminary database of DENIS point sources", A&A, 349, 236, 1999
- Balazs, L. G.; Meszaros, A.; Horvath, I: "Anisotropy of the sky distribution of gamma-ray bursts", A&A, 339, 1, 1998

magyar nyelven
- Balázs Lajos: PAÁL GYÖRGY ÉS A KOZMOLÓGIA FORRADLAMA. Csillagászati évkönyv 2017
- Balázs Lajos: AZ ELSŐ MAGYAR EXOBOLYGÓ? Fizikai Szemle 2004/2. 47. o.
- Balázs Lajos: EGY CENTENÁRIUM MARGÓJÁRA. Fizikai Szemle 1999/12. 425. o.
- Balázs Lajos, Horváth István: Gammakitörések. Űrcsillagászat Magyarországon, 2009. REAL